# Philadelphus texensis
Philadelphus texensis är en hortensiaväxtart som beskrevs av Shiu Ying Hu. Philadelphus texensis ingår i släktet schersminer, och familjen hortensiaväxter. Inga underarter finns listade i Catalogue of Life.